# Crudaria
Crudaria là một chi bướm ngày thuộc họ Lycaenidae.

## Các loài
- Crudaria capensis van Son, 1956
- Crudaria leroma (Wallengren, 1857)
- Crudaria wykehami Dickson, 1983